# Fantasmagorie
Fantasmagorie é um filme curta-metragem francês de animação de 1908 animado por Émile Cohl. Foi o primeiro desenho animado da história por um projetor de cinema moderno. 

## Sinopse
O filme consiste basicamente de um boneco que se desloca e encontra todos os tipos de objetos, como uma garrafa de vinho que se transforma em uma flor. Havia também as seções de ação ao vivo onde as mãos do animador entraria em cena. O personagem principal é desenhado pela mão do artista na câmera, sendo os personagens principais um palhaço e um cavalheiro.
Cohl trabalhou em "Fantasmagorie" de fevereiro a maio ou junho de 1908. Apesar do curto período de tempo, a peça estava lotado com o material elaborado.

## História
Cohl trabalhou em Fantasmagorie de fevereiro a maio ou junho de 1908. Apesar do curto tempo de execução, a peça estava repleta de material elaborado em um estilo de fluxo de consciência. O filme foi lançado em 17 de agosto de 1908.

### Produção
O filme foi criado desenhando cada quadro em papel e, em seguida, filmando cada quadro em um filme negativo, o que deu à imagem uma aparência de quadro-negro. Foi composto por 700 desenhos, cada um dos quais foi exposto duas vezes (animado "on twos"), levando a um tempo de execução de quase dois minutos. Emprestou de J. Stuart Blackton , o efeito de linha de giz; filmar linhas pretas em papel branco e, em seguida, inverter o negativo para fazer com que pareça giz branco em um quadro negro. Blackton e Cohl também emprestaram algumas técnicas de Georges Méliès, como o truque de parada .